# معركة كريتر
كانت معركة كريتر أو عملية قلعة ستيرلنغ مواجهة خلال ثورة 14 أكتوبر. في أعقاب كمين نصبته الشرطة المسلحة العربية للقوات البريطانية، تخلت القوات البريطانية عن حي كريتر في عدن. قرر البريطانيون دخول كريتر واستعادة جثث الجنود البريطانيين. 

## المعركة
بدأت العملية في 3 يوليو 1967 تحت اسم عملية قلعة ستيرلينغ وأسفرت عن إعادة احتلال كريتر بنجاح. بقيت القوات البريطانية هناك حتى نهاية الثورة.   

## روابط خارجية
- عملية قلعة ستيرلينغ في حروب بريطانيا الصغيرة
- ثورة أكتوبر في عدن في تذكر اسكتلندا في الحرب